# Filterpers

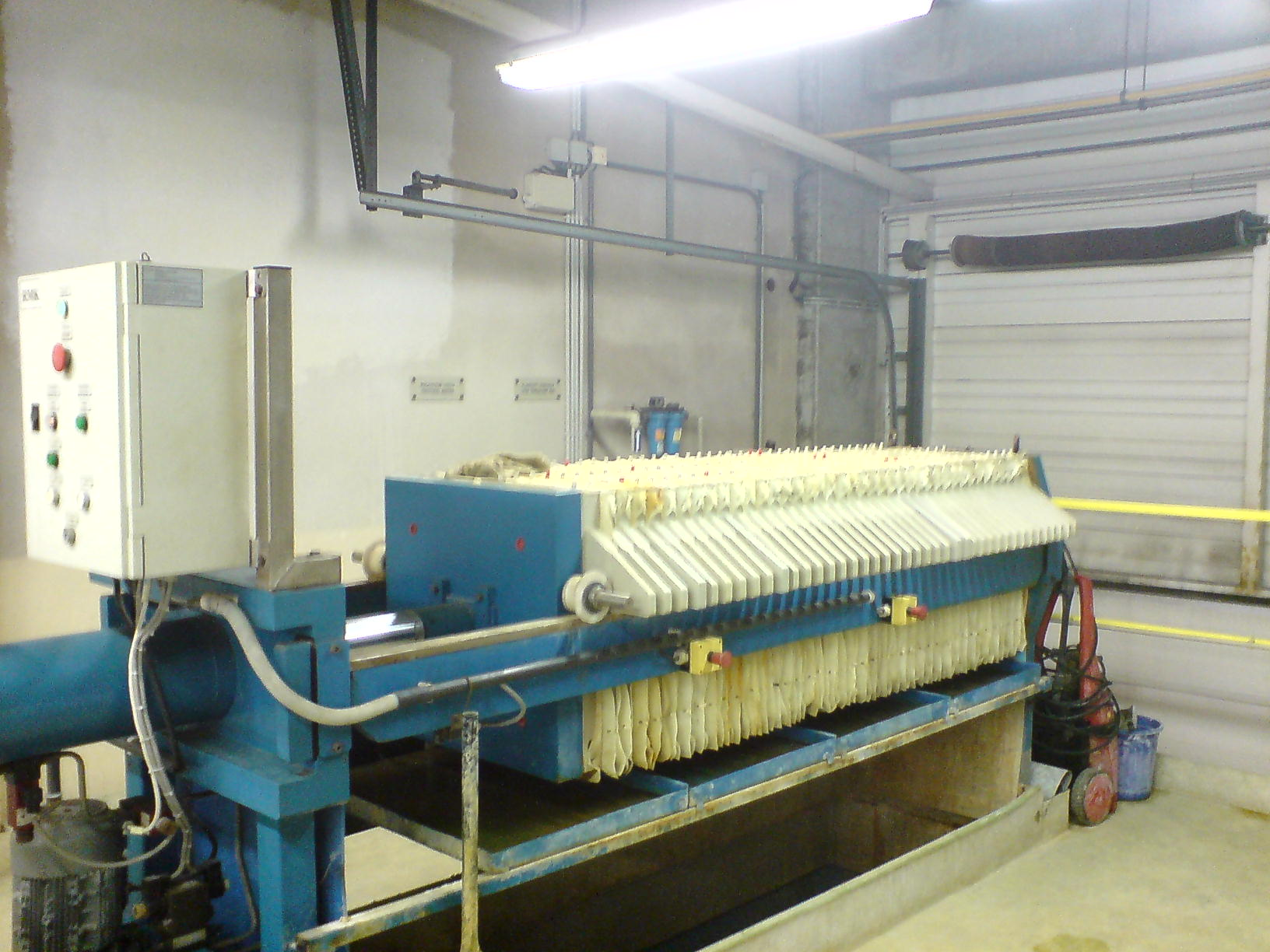
Filterpers

Een filterpers of filterkamerpers is een toestel om vaste stof en vloeistof te scheiden. Het werd in de 19e eeuw ontwikkeld om klei te ontwateren. Processen in de voedingsindustrie, chemische industrie, farmaceutische industrie maken producten uit een suspensie van vaste stof in een vloeistof.
Een filterpers bestaat uit vierkante, rechthoekige of ronde filterplaten, voorzien van een filterdoek. Twee van deze holle platen tegen elkaar vormen een filterkamer. Elke plaat heeft veelal twee holle kanten. De platen aan de uiteinden van de pers hebben elk maar een holle kant. Het totaal aantal kamers in een kamerfilterpers is dan ook het aantal platen minus een.
De filterpers werkt niet continu zoals een zeefbandfilter, maar in batch. Eerst perst een hydraulische cilinder de platen naar elkaar toe onder een hoge druk tot wel 500 bar. Deze druk is nodig om te voorkomen dat er vloeistof weglekt tussen twee platen. Vervolgens worden de kamers (de ruimtes tussen de platen) geladen met de suspensie. Deze suspensie wordt onder toenemende druk (veelal tot 15 bar) van de voedingspomp ingedikt.
De vaste delen worden in de kamers gehouden door het filterdoek. De vloeistof die door het doek gaat wordt ook wel filtraat genoemd. Dit filtraat wordt via speciale kanalen in de platen afgevoerd. Uiteindelijk worden de platen weer gescheiden, waarna de filterkoek verwijderd kan worden uit de kamers. Dan herhaalt de cyclus zich.
Het watergehalte in de filterkoek die overblijft hangt af van de fysische en chemische eigenschappen van de suspensie en van de druk waarmee de suspensie in de filterpers gepompt wordt. Een watergehalte van minder dan 65% in de filterkoek is in veel gevallen haalbaar.

## Constructie van filterpersen
Filterpersen als apparaat voor koekfiltratie hebben een filterpakket gevormd door filterplaten in een rek dat is geplaatst tussen een vast deksel en een beweegbaar deksel. Tussen de afzonderlijke filterplaten bevinden zich filtermedia (weefsel of membraan). De vaste kap is via verbindings- en trekstangen met de brug verbonden. Een hydraulische drukinrichting, die is geïntegreerd in de brug en werkt op het beweegbare deksel, drukt op het filterpakket. De contactdrukken liggen tussen 250 en 600 bar. Deze hoge drukken zorgen voor de dichtheid van het filterpakket. De leidingen voor de toevoerleidingen van de ophanging zijn geïntegreerd in de vaste kap. De doorgang voor de ophanging in het filterpakket bevindt zich in het midden van de filterplaten.

## Filtratieproces van filterpersen
In de filterkamers wordt de suspensie met behulp van een pomp met 10-20 bar tegen de filterdoeken gepompt. De vloeistof passeert het filtermedium en verlaat de pers via afvoerkanalen. De vaste delen van de suspensie blijven op het filtermedium en vormen de filterkoek. Na voltooiing van de filtratiecyclus wordt de pers geopend en de koek verwijderd. Voor zover de pers dit niet automatisch doet (zelfreinigende kamerfilterpers), wordt de druk langzaam afgevoerd, wordt de filterpers geopend en wordt de koek met de hand van de filterdoeken verwijderd.
Membraanfilterpersen hebben de speciale eigenschap dat de filterkoek ook mechanisch wordt uitgeperst. Voor dit doel heeft elke filterkamer ten minste één beweegbaar membraan. Dit membraan wordt geplaatst nadat de instroom van de suspensie is gestopt door middel van perslucht of water onder druk in de richting van de filterkoek in beweging en drukt deze bovendien naar buiten.

## Toepassingen
Filterpersen zijn veelzijdig. De grootte van de te scheiden vaste stoffen varieert van het μm-bereik (bijvoorbeeld enzymen) tot het mm-bereik (bijvoorbeeld rioolslib). De filteroppervlakken variëren van minder dan 1 m² voor kleine laboratoriumprocessen tot meer dan 1000 m² voor grote persen. Ze zijn ook te vinden in de metallurgie en mijnbouw.